# Bob Simon
Pour les articles homonymes, voir Simon et Bob Simon (homonymie).
Robert David "Bob" Simon, né dans le Bronx à New York (États-Unis) le 29 mai 1941 et mort dans cette ville, à Manhattan, le 11 février 2015, est un journaliste américain, correspondant de la chaîne de télévision CBS News.

## Biographie
Durant sa carrière, il a couvert crises, guerres et troubles dans pas moins de soixante-sept pays, dont le retrait des troupes américaines du Vietnam, la guerre du Kippour en 1973 et les manifestations d'étudiants de la place Tiananmen en Chine en 1989. Au cours de la guerre du Golfe en 1991, il est capturé avec quatre membre de son équipe de télévision et emprisonné par l'Irak pendant quarante jours et relatera cette expérience dans un livre, Forty Days (Quarante Jours).
Il est correspondant régulier de la CBS pour l'émission 60 Minutes en 1996 puis pour 60 Minutes II en 1999. Au moment de sa mort, il était correspondant principal à l'étranger pour 60 Minutes.
Pour ses reportages réalisés au cours de ses 47 ans de carrière, il a gagné plus de quarante récompenses majeures, dont le prix Overseas Press Club ainsi que 27 Emmy Awards en journalisme.
Le 11 février 2015, Simon est impliqué dans un accident de voiture alors qu'il circulait dans un taxi à Manhattan. Transporté au St. Luke's–Roosevelt Hospital (en), il y meurt peu après.

## Distinctions
- Edward Weintal Prize de l'université de Georgetown, 1997
- 27 Emmy Awards, dont le Lifetime Achievement Emmy, 2003[1]
- 4 prix Overseas Press Club, 1972, 1975, 1991 & 1996
- 4 Peabody Awards, 1995, 1999 et 2012[1],[2]